# Cífer
Cífer (in tedesco Ziffer, in ungherese Cifer o Ciffer) è un comune della Slovacchia facente parte del distretto di Trnava, nella regione omonima.
Nel suo territorio sono stati ritrovati reperti del neolitico, dell'età del bronzo dell'epoca romana e di quella protoslava.
La prima menzione scritta di Cífer risale al 1291. Ha ricevuto lo status di città nel XVIII secolo, perdendolo successivamente.
Frazioni di Cífer sono Jarná (in tedesco Gottesgnad) e Pác (in tedesco Patzdorf).